# Altenrhein
Altenrhein est une localité dépendant de la commune de Suisse de Thal dans le canton de Saint-Gall, située sur le Lac de Constance
Stadler Rail, fabricant de matériel roulant ferroviaire, a une de ses six implantations située à Altenrhein.
S'y situe l'Aéroport régional de Saint-Gall-Altenrhein (code AITA : ACH) près duquel se situe le musée de l'aviation de Altenrhein.

## Histoire
En 1926, la société Doflug Altenrhein fut créée par Dornier dans le but de financer le Dornier Do X et d'y construire des éléments. Jusqu'au début de la Seconde Guerre mondiale, des avions Dornier ou des pièces y étaient fabriqués, notamment 30 Do 24 destinés aux Pays-Bas. Cette usine réalisa sous licence une grande partie des Bücker 131 et 133 mis en œuvre par les Troupes d'aviation suisses. Au cours de la Seconde guerre mondiale, l'usine d'Altenrhein a été placée sous surveillance suisse et seules des activités civiles ou des commandes pour l'armée suisse ont pu être réalisées.
En 1948, Dornier est reprise par Claudio Caroni (* 20 janvier 1907 à Locarno;  † 2 mai 1984 à Zoug) qui, en 1949, change le nom de l'entreprise en Flug- und Fahrzeugwerke Altenrhein AG (FFA) et débute également la construction de wagons.
La ville a accueilli les championnats du monde de cyclisme sur route en 1983.

Photo aérienne prise à 300 m par Walter Mittelholzer (1920)

## Art à Altenrhein
On trouve à Altenrhein la halle de marché "Markthalle", oeuvre de l'artiste autrichien Hundertwasser. Elle a été construite par les villageois en 2000, c'est la dernière oeuvre de l'artiste et la seule qu'il ait construite en Suisse.